# Altfalterbach
Altfalterbach ist ein Gemeindeteil des Marktes Nandlstadt im Landkreis Freising (Oberbayern).

## Geographie
Das Kirchdorf liegt inmitten der Hallertau, etwa 20 Kilometer nordöstlich der Kreisstadt Freising. In dem Dorf leben 82 Einwohner (Stand: 2012). Seit dem 1. Januar 1972 ist Altfalterbach ein Gemeindeteil des Marktes Nandlstadt.

## Geschichte
Altfalterbach wird bereits im Jahr 755 in den Traditionen des Hochstifts Freising urkundlich erwähnt. 
Die kleine katholische Filialkirche St. Johannes der Täufer ist ein romanischer Saalbau mit stark eingezogener Apsis und spätmittelalterlichem Giebelturm, zwischen 1156 und 1172 erbaut. Sie ist denkmalgeschützt (Akten-Nr. D-1-78-144-26).
Altfalterbach war Sitz einer Obmannschaft des Landgerichts Moosburg im Herzogtum Bayern mit den Orten (damalige Schreibung) Tölzkirchen, Gründl, Unterappersdorf, Baumgarten, Andorf, Hadersdorf, Bockschweig, Schatz, Watterstorf, Kollersdorf und Schweig. 1818 erfolgte mit dem Gemeindeedikt die Gründung der Landgemeinde Baumgarten. Zu ihr gehörten neben dem Hauptort und Altfalterbach auch  Andorf, Bockschwaig, Gründl, Hadersdorf, Kollersdorf, Kronwinkl, Oberschwaig, Reith, Schatz, Spitz, Thalsepp,  Tölzkirchen und Zeilhof. Mit der Gemeindegebietsreform wurde die Gemeinde Baumgarten und mit ihr Altfalterbach am 1. Januar 1972 ein Gemeindeteil des Marktes Nandlstadt.